# Andreas Dittmann (Politiker)
Andreas Günter Dittmann (* 1967 in Zerbst) ist ein deutscher Politiker (SPD) und Bürgermeister der Stadt Zerbst/Anhalt in Sachsen-Anhalt.

## Werdegang
Dittmann ist in Zerbst geboren und aufgewachsen. Er ist gelernter Verwaltungsfachwirt und war bis zur Wahl als Bürgermeister als Sozial-, Schul-, Kultur- und Sportamtsleiter der Stadt Zerbst tätig.
Bei der Bürgermeisterwahl 2012 trat Dittmann für die SPD an und wurde mit rund 55 % der Stimmen im ersten Wahlgang gewählt. 2019 wurde er in seinem Amt bestätigt. Er ist des Weiteren Mitglied im Kreistag von Anhalt-Bitterfeld, wo er Fraktionsvorsitzender der SPD-Fraktion ist.
Seit Oktober 2022 ist Dittmann außerdem Präsident des Städte- und Gemeindebundes Sachsen-Anhalt.